# Billal Hosen
M.D.Billal Hussain Hosen (ur. 1 stycznia 1979) – banglijski zapaśnik walczący w stylu wolnym. Odpadł w ćwierćfinale igrzysk Wspólnoty Narodów w 2014. Zdobył trzy brązowe medale na Igrzyskach Azji Południowej, w latach 2006 – 2016 roku.